# 大川自動車

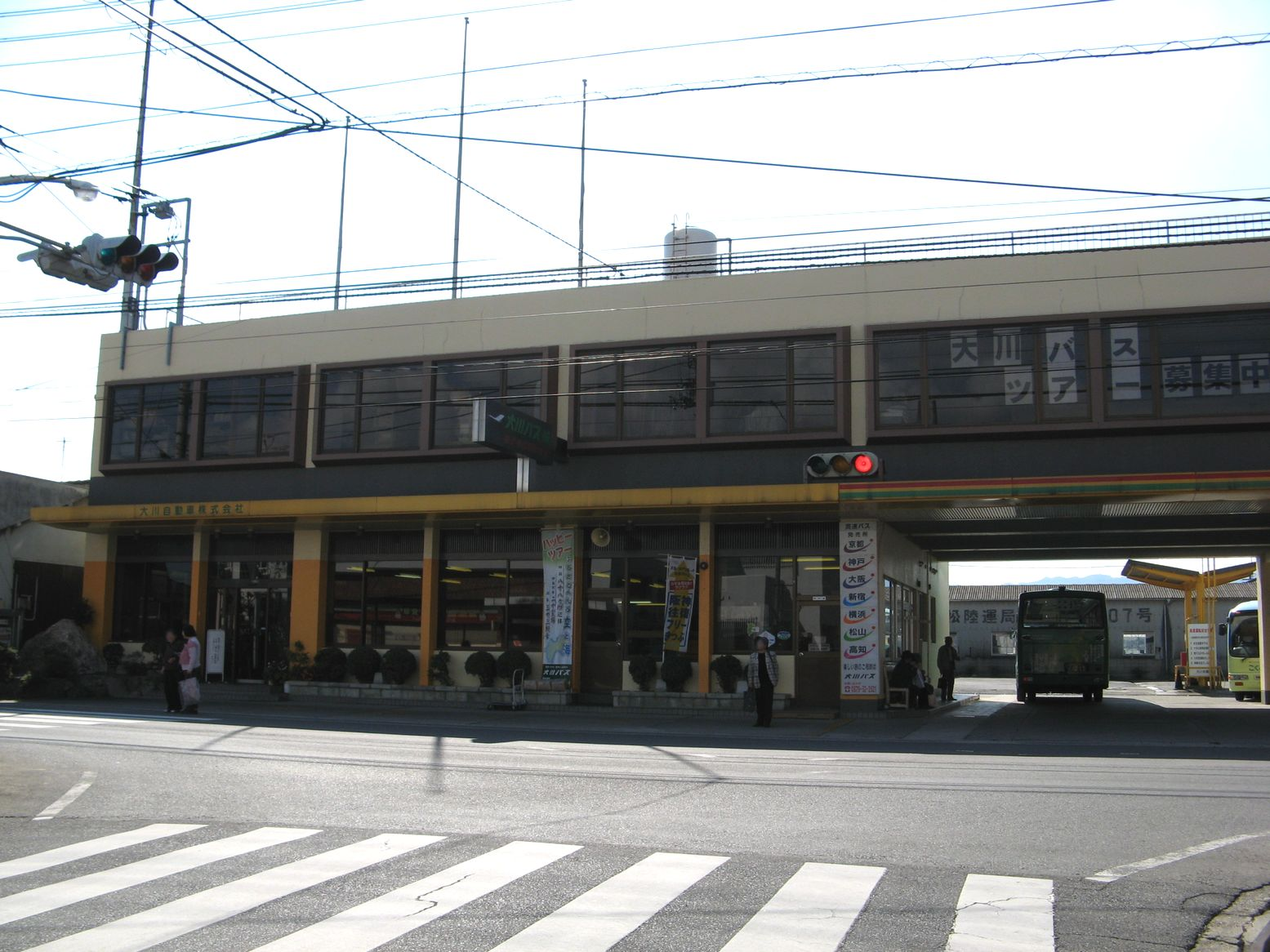
本社

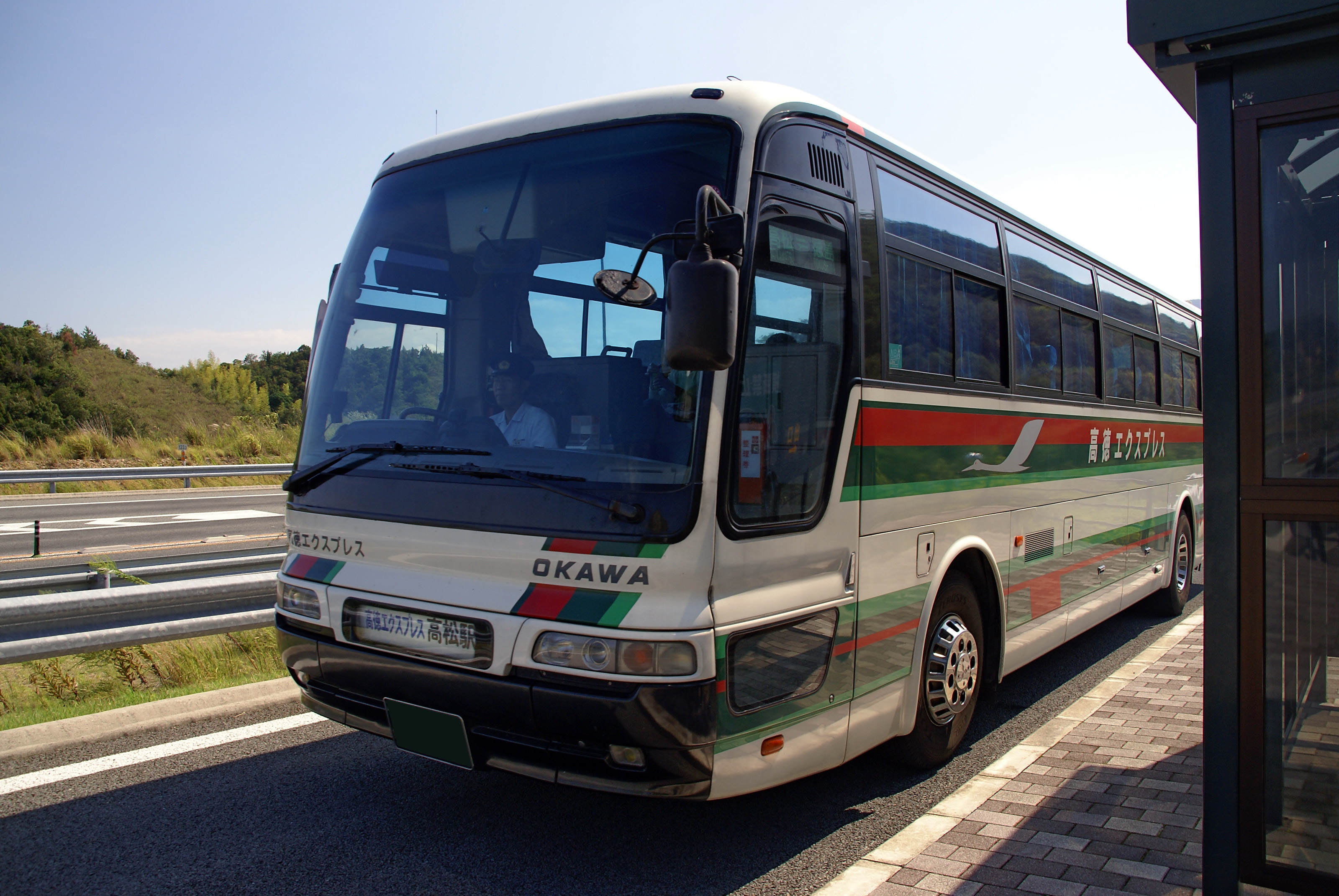
高徳エクスプレス（引田バスストップにて）

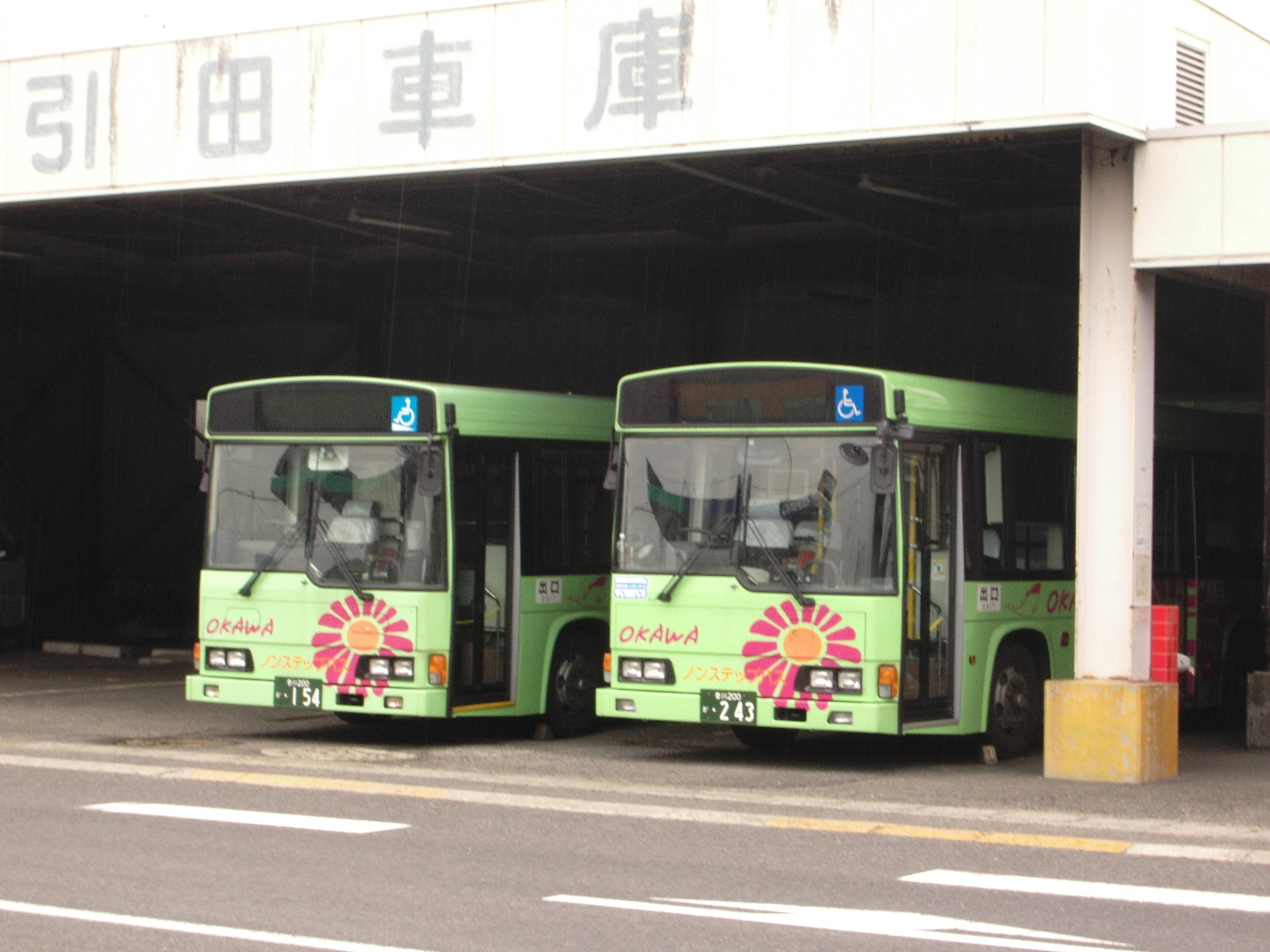
路線バス

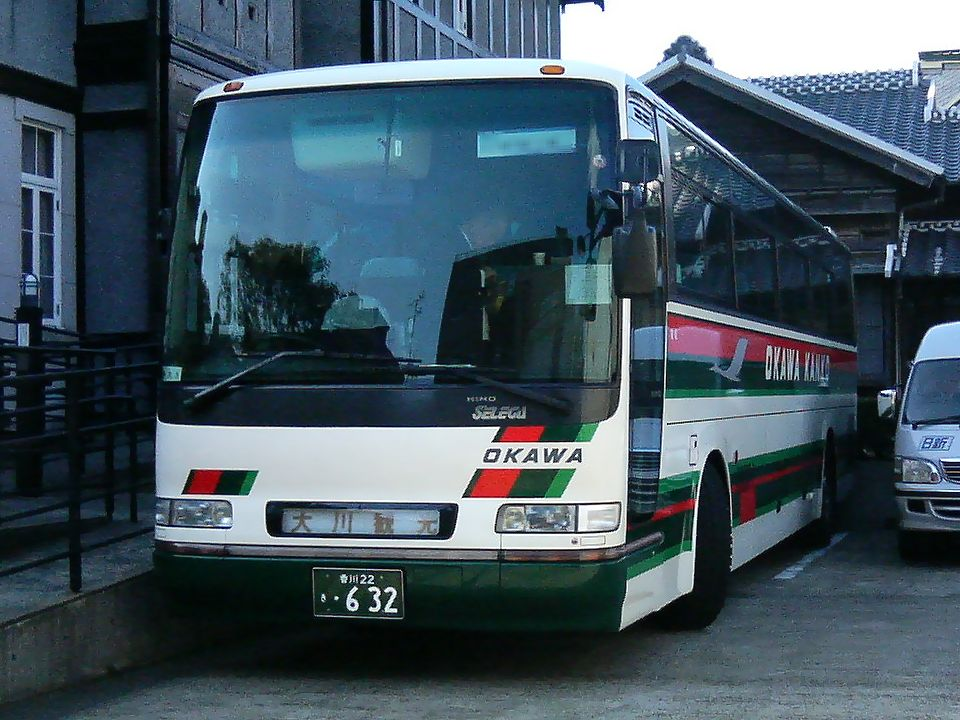
貸切バス

大川自動車株式会社（おおかわじどうしゃ）は、香川県さぬき市のバス事業者である。大川バスの愛称で親しまれている。
香川県の旧大川郡（現在のさぬき市、東かがわ市）を中心とした東讃地域を主な営業エリアとして路線バス・貸切バスを運行しているほか、高松 - 徳島間で高速バス「高徳エクスプレス」（四国高速バスとの共同運行）を運行している。
なお、貸切バス部門は大阪府大東市に営業所を置いている。また、東北・北海道方面の農業関係者を四国旅行に誘致する目的で本社勤務だった社員の配偶者実家である秋田県潟上市（旧南秋田郡天王町）に案内所を開設している。
2009年3月31日、経営不振に陥った琴平参宮電鉄のバス事業部が分離独立した琴参バスの全株式を取得し、子会社化した。この買収は琴参バスの路線が県外資本に渡るのを防ぐという意味合いもある。

## 営業所（車庫）所在地

### 香川ナンバー
- 本社
  - 香川県さぬき市長尾西1061番地

この他、さざんか荘（国木／くぬぎ）・三本松・引田・三宝寺にも、いわゆる出先車庫がある。

### 高松ナンバー （2020年5月から）
- 高松営業所
  - 香川県高松市丸の内5番5号

### 大阪ナンバー
- 大阪営業所
  - 大阪府大東市新田西町3番26号

## 路線

### 高速
- 高徳エクスプレス 高松駅 - （高松自動車道経由） - 徳島駅 <四国高速バス、徳島バスと共同運行>

この他、持分法適用会社である四国高速バス運行路線の予約・発券も行っている。詳細は同社の項目を参照のこと。

### 一般

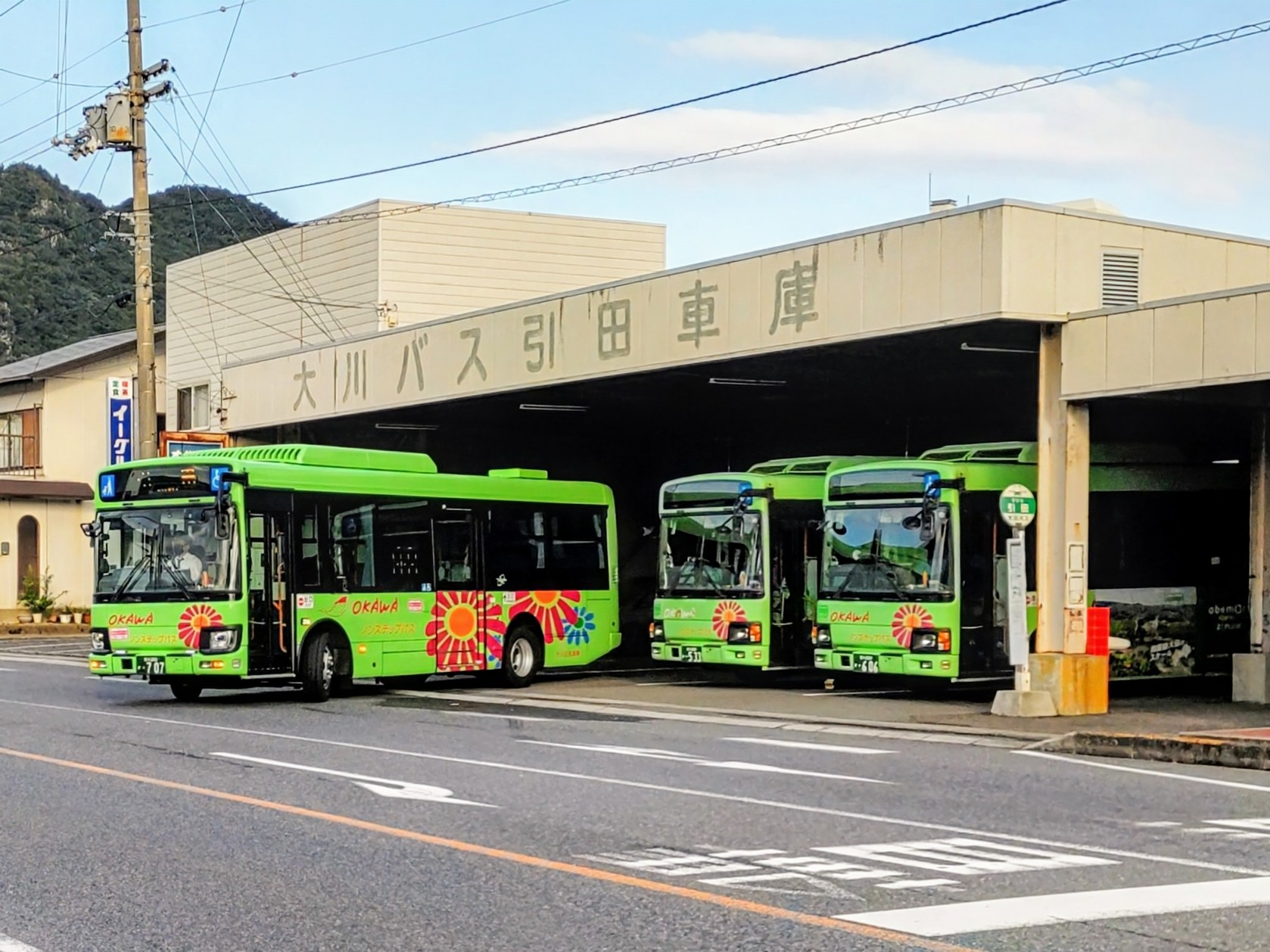
引田停留所（JR引田駅前）

引田線（ひけたせん）（のりば：高松駅8番・高松築港4番・瓦町駅2番）
```
県立ミュージアム前 - 
高松駅
 - 
高松築港
 - 兵庫町 - 紺屋町 - 五番町 - 県庁通り - 南新町 - 
瓦町
 - 香川日産前 - 
花園町
 - 高予備前 - 
玉藻中学
前 - 松縄道 - 仮屋 - 札場 - 
木太東口
 - 元山下 - 
元山
 - 川添橋 - 水田 - 前田橋 - 高田 - 亀田 - 池戸／いけのべ - 松原病院前 - 農学部前 - 小山眼科前 - 
三木町役場
前 - 鹿伏／ししぶせ - 県畜産試験場前 - 白山 - 中原医院前 - 真行寺／しんぎょうじ - 井戸 - 
大川バス本社前
（長尾）- 旭町 - 長尾学校前 - 清水 - 上内／あげうち - さぬき市民病院 - 
石田高校
前 - 大角／おおがく - 筒野／つづの - 陶山養鶏場前 - 富田中 - 天神団地前 - みろく公園前 - 田面／たづら - さざんか荘 - 国木／くぬぎ - 田面上村橋 - 新池／にいけ - 大東 - 久保田 - 南台口 - 三殿口 - 大道橋 - 丹生／にぶ - 三好医院口 - 一本松 - 西村 - 大川中学校前 - 大内農協前 - 当雀／とうじゃく - 
三本松
 - 前山公園口 - 出晴／ではれ - 湊 - 湊橋 - 白鳥
百十四銀行
前 - 
白鳥神社前
 - 白鳥病院前 - 伊座 - 権平前／ごんぺいまえ - 塩屋橋（高速引田BS最寄）- 
引田／ひけた
```

- 1986年4月18日までは、引田線・津田線（高松築港 - 津田・三本松間）・小田線（高松築港 - 志度 - 大空口間）は琴電バスとの隔日交代運行になっていたのを、翌4月19日からは引田線は大川自動車の、津田線・小田線は琴電バスの路線を引き継いだコトデンバスのそれぞれ単独運行に変更した。また引田線・津田線の急行便も同日から普通便に変更された[1]。
- 2006年3月までは高松市内の五番町〜瓦町間、花園町〜松縄道間の２っの区間で現在のルートと違っていた。[2]。
- 運賃は多区間制。令和5年9月現在の大人初乗り運賃は170円、片道最高運賃は引田〜瓦町・高松駅の大人1100円。最大の整理券番号は２８番。
- IruCaは2012年3月20日より利用可能となった[3]。バス車内の他、大川バス本社窓口でもチャージ可能。
- 行先表示に「長尾経由」と表示されているのは、かつて丹生から更に国道11号線を通って志度を経由する路線を運行していた名残である。後に志度経由は廃止。さぬき市内の一部区間については、さぬき市コミュニティバスに移管された。
- 基本の運行系統は、高松駅〜引田である。一部に大川バス本社前（行先は長尾と表示）、さざんか荘、三本松など、出先車庫がある箇所発着の区間便も運行。
- 令和3年10月1日の引田線ダイヤ改正より、三本松〜引田の区間便のみ、以下のとおり一部の区間で国道11号線から少し外れた経路を経由する様になった。

```
三本松 - 三本松商店街 - 前山公園口 - 出晴 - 湊 - 湊橋 - コーナン白鳥店前 - 白鳥マルナカ前 - 田高田／たこだ - 白鳥百十四銀行前…… 以遠、引田線と同じ。
```

- 令和7年4月1日の引田線ダイヤ改正より「寿町」停留所を廃止。また「県立ミュージアム前」停留所を新設。但し、一部便のみ発着かつ県立ミュージアム休館日は高松駅発着となる。

五名・福栄線（ごみょう・ふくえせん）
```

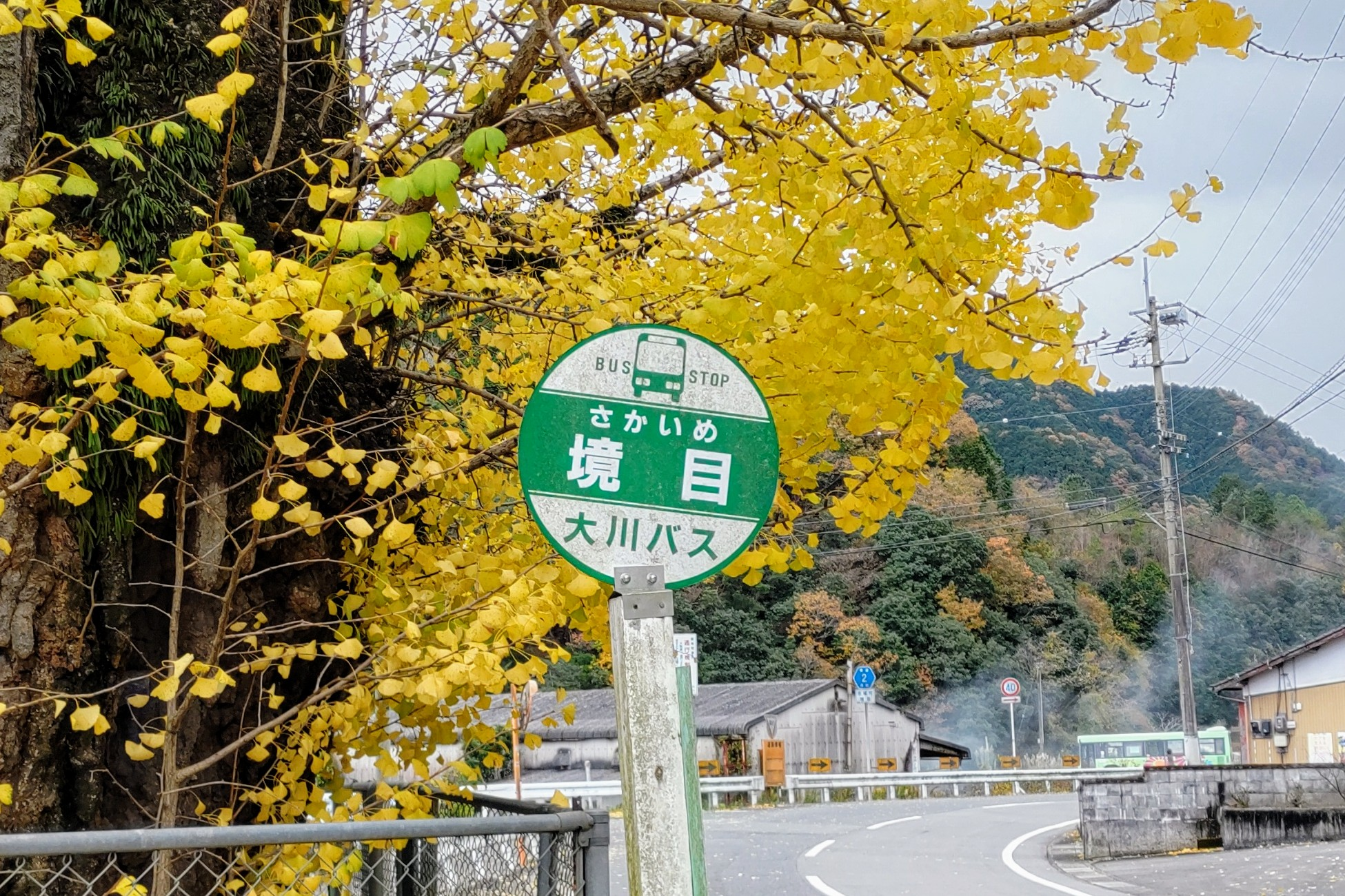
境目停留所と天然記念物のイチョウ。奥に方転場がある。

三本松 - 前山公園口 - 出晴／ではれ - 湊 - 湊橋 - 白鳥百十四銀行前 - 白鳥神社前 - 白鳥病院（敷地内で折返し）→ みどりの一里塚 - 白鳥神社前 - 白鳥百十四銀行前 - 田高田／たこだ - 白鳥マルナカ前 - 白鳥中学校前 - 寺元 - 中戸／ちゅうと - 成重／なりしげ - 成重上 - 東中村 - 堀切 - 西山橋 - 西山 - 近森 - 局前 - 福栄学校前 - 住宅前 - 与田山 - あやめ橋 - 堀家口 - 下山 - 三宝寺／さんぽうじ - 森光 - 上山 - 五名橋 - 開世橋口 - 分校前 - 鈴竹 - 池尻 - 五名コミュニティセンター - 五名支所前 - 住宅前 -（長野いこいの家）- 大下 - 境目（
阿波市
市場町
との県境付近にある。）
```

- 令和５年８月末まで、途中の下山から分岐して白鳥温泉・福祉センターへの路線があった。
- 「長野いこいの家」停留所は、一部便のみ経由。
- 「白鳥百十四銀行前」と「白鳥神社前」停留所は、白鳥病院へ乗入れる都合上、２度通ることになる。
- 「みどりの一里塚」停留所は、国道11号線上にあるが五名福栄線のみ乗降扱い、かつ上り下りとも白鳥病院→みどりの一里塚の順に停車する。
- 三本松〜三宝寺の区間便も運行している。
- 時刻表の表記および車内放送は「五名ゆき」と案内しているが、行先表示は「境目」と書かれている。
- 途中「住宅前」停留所が別々の箇所に２っある。
- 令和６年４月より、平日のみ運行となる。

### 高松空港シャトル そらバス
- 高松空港 - 高松中央IC南 - 高松中央ICBT - ジャンボフェリーのりば
2011年7月15日運行開始。高松空港と関西・四国地方の交通を結ぶバスとして運行開始された。
ジャンボフェリーのりば〜高松空港まで600円、高松中央ICBT・高松中央IC南〜高松空港まで500円。ジャンボフェリーのりば〜高松中央ICBT・高松中央IC南〜高松空港まで200円。ただし、高松中央ICBT・高松中央IC南だけの乗車はできない。運賃は2011年10月14日まで運賃無料となっていたが、好評により2011年10月31日まで延長された[4][5]。
曜日により運行ルートや時刻が変更される。
2014年5月31日の運行をもって運行休止[6]。

### コミュニティバス

#### さぬき市コミュニティバス

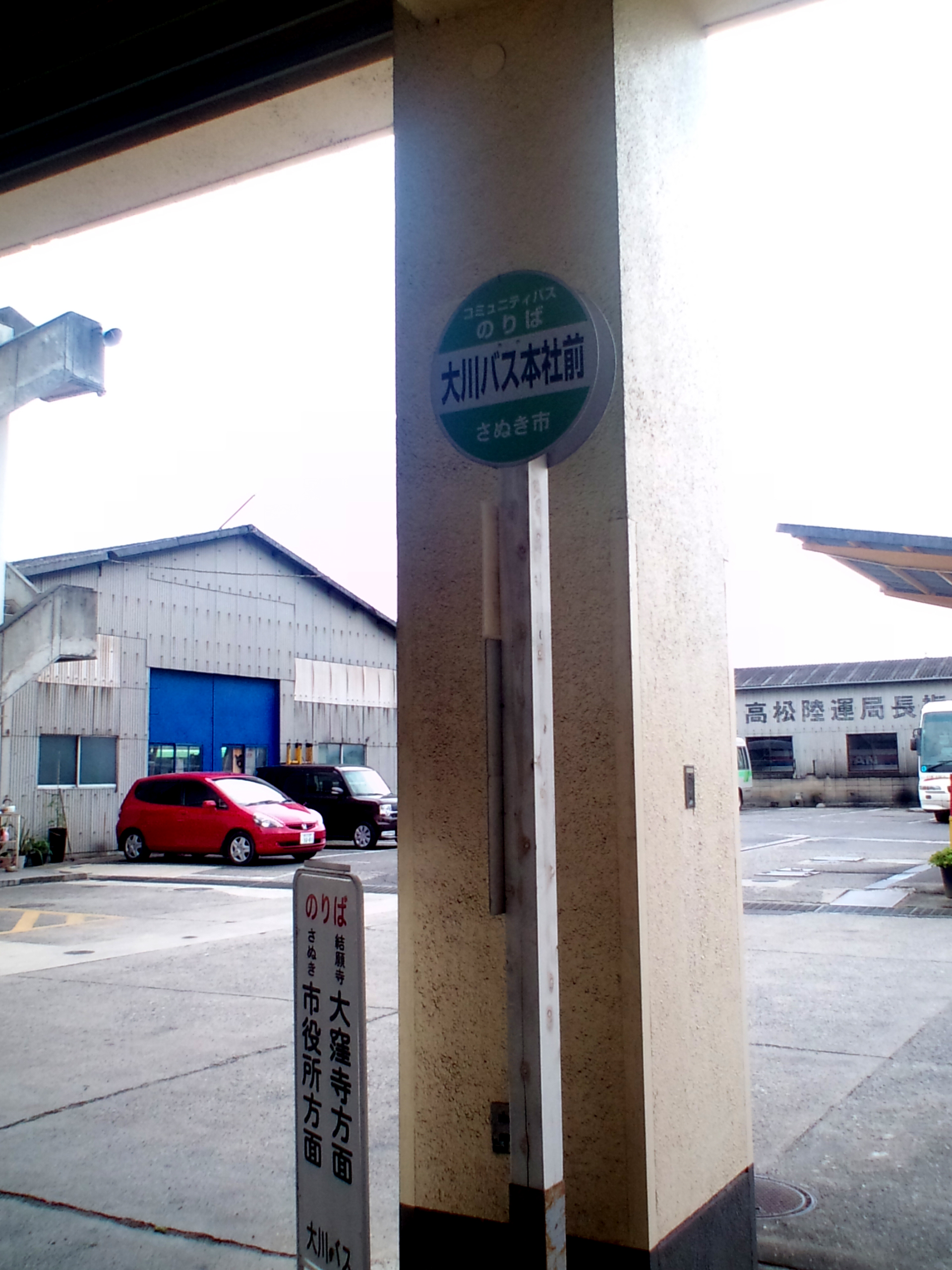
大川バス本社前バス停。大川バス本社内にある。

さぬき市からの受託運行。一部路線は、運行開始の前日まで大川バス直営で運行されていた区間を含んでいる。
- 市内循環線（赤ルート）
  - さぬき市役所 - 琴電志度駅 - JR志度駅 - 天野 - （徳島文理大） - 徳島文理大国道口 - 鴨部出張所前 - 津田高校 - JR津田駅前 - 津田支所 - 川東 - 道の駅みろく - 大川支所 - さぬき市民病院 - 寒川支所 - 南野間 - JR造田駅 - 広瀬橋 - 東町 - 大川バス本社前

- 志度 - 多和線（緑ルート）
  - さぬき市役所 - 琴電志度駅 - JR志度駅 - 国道口 - 志度バスストップ - JRオレンジタウン駅 - 広瀬橋 - 大川バス本社前 - 長尾支所西側 - ツインパル長尾 - 道の駅ながお - 多和小学校前 - 大窪寺 - 多和小学校前 - 中山
    - 直営時代は中山からさらに県境にある上清水を超えた清水（現在の徳島県美馬市）まで運行し、徳島西部交通の路線と接続していたが、さぬき市外区間は移管によって廃止された。ただし、現在も清水にある回転場兼車庫で折り返している。

- 志度 - 小田線（橙ルート）
  - 下りさぬき市コミュニティバス(志度駅前にて)

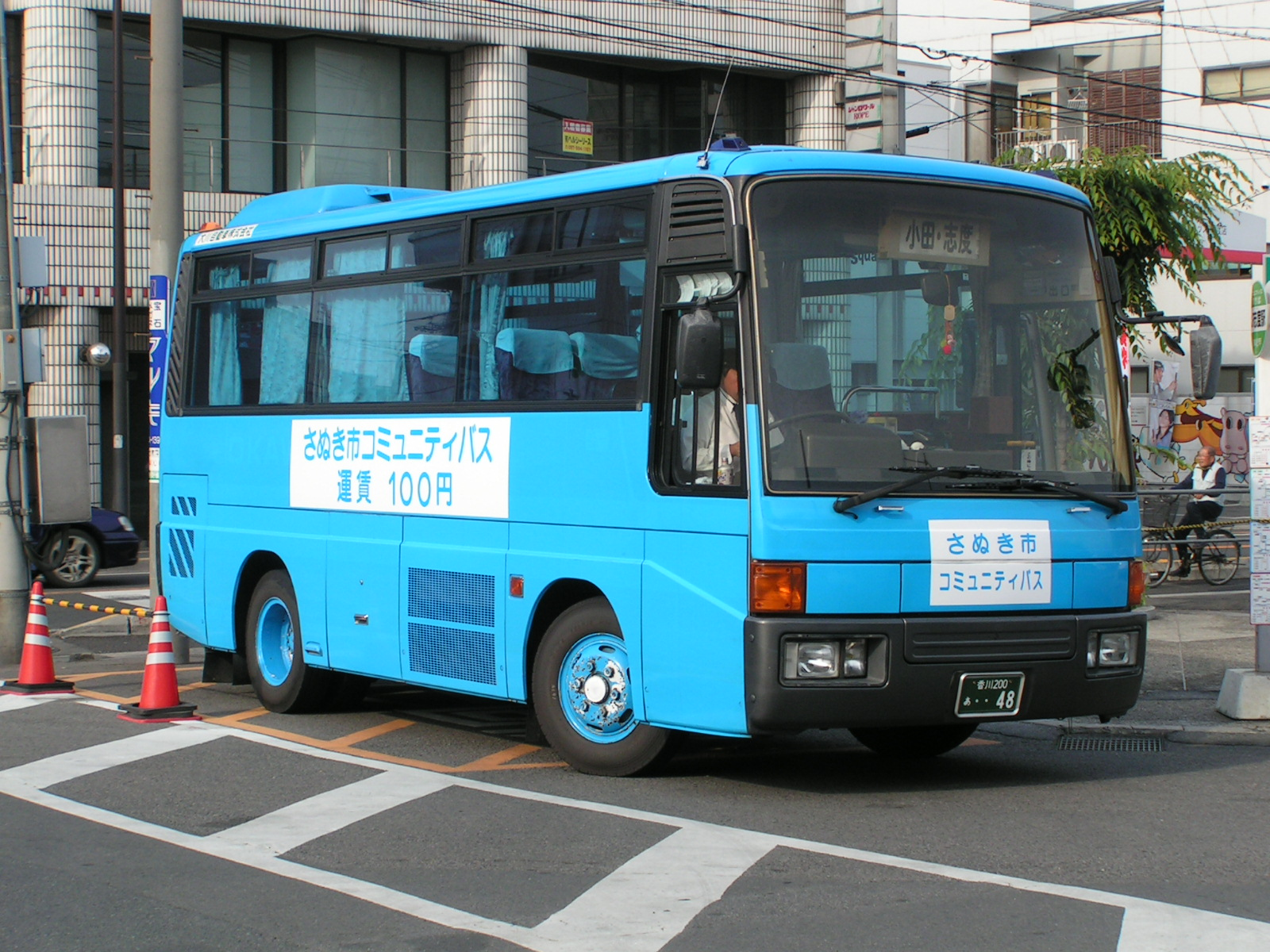
さぬき市コミュニティバス(志度駅前にて)

    - JR志度駅 - 大橋 - 天野 - （徳島文理大） - 文理大・音楽ホール口 - 小方峠口 - 鴨庄郵便局前 - 日盛の里 - 興津口 - 西浜 - 大空口 - 志度カントリークラブ口
    - JR志度駅 - 大橋 - 天野 - 文理大・音楽ホール口 - 小方峠口 - 鴨庄郵便局前 - 大谷 - 長浜 - 大串温泉 - 長浜 - 大谷 - 鴨庄郵便局前 - 日盛の里 - 興津海水浴場前 - 西浜 - 大空口 - 志度カントリークラブ口
    - JR志度駅 - 大橋 - 天野 - 文理大・音楽ホール口 - 小方漁村センター - 長浜 - 大串温泉 - 長浜 - 大谷 - 鴨庄郵便局前 - 日盛の里 - 興津海水浴場前 - 西浜 - 大空口 - 志度カントリークラブ口

  - 上り
    - 志度カントリークラブ口 - 大空口 - 西浜 - 興津口 - 日盛の里 - 鴨庄郵便局前 - 小方峠口 - 弁天 - さぬき市役所 - 琴電志度駅 - JR志度駅
    - 志度カントリークラブ口 - 大空口 - 西浜 - 興津海水浴場前 - 日盛の里 - 鴨庄郵便局前 - 大谷 - 小方漁村センター - 徳島文理大北口 - 弁天 - さぬき市役所 - 琴電志度駅 - JR志度駅
    - 志度カントリークラブ口 - 大空口 - 西浜 - 興津海水浴場前 - 日盛の里 - 鴨庄郵便局前 - 大谷 - 長浜 - 大串温泉 - 長浜 - 小方漁村センター - 徳島文理大北口 - 弁天 - さぬき市役所 - 琴電志度駅 - JR志度駅
    - 志度カントリークラブ口 - 大空口 - 西浜 - 興津海水浴場前 - 日盛の里 - 鴨庄郵便局前 - 大谷 - 長浜 - 大串温泉 - 長浜 - 大谷 - 小方峠口 - 弁天 - さぬき市役所 - 琴電志度駅 - JR志度駅
    - 志度カントリークラブ口 - 大空口 - 西浜 - 興津口 - 日盛の里 - 鴨庄郵便局前 - 小方峠口 - 小方峠口 - 文理大・音楽ホール口 - 徳島文理大 - 天野 - 大橋 - JR志度駅

- 志度 - 寒川 - 津田線（水色ルート）
  - さぬき市役所 - 琴電志度駅 - JR志度駅 - 大橋 - 津村ハイツ - 南野間 - 寒川支所 - さぬき市民病院 - 香東園口 - 南野間 - 津田運動公園 - 津田高校 - JR津田駅前 - 津田支所

- 津田 - 小田（猪塚）線（青ルート）
  - 津田支所 - JR津田駅前 - 津田高校 - 平畑 - 猪塚 - 志度カントリークラブ口 - 大空口

- 鶴羽循環線（青ルート）
  - 津田支所 - クアパーク津田 - 鶴羽幼稚園 - 大川オアシス - JR鶴羽駅 - 津田バスストップ（高速津田BS最寄） - 津田道の駅 - 津田支所　（循環）

いずれも、大川バスの回数券は利用できず、専用の回数券が発売されている。
2009年10月1日より、利用者が少なくなりさぬき市の負担が大きくなったことから、志度 - 多和線（緑ルート）を除く全路線で休日は運休することになった。
2012年4月1日より、志度 - 多和線（緑ルート）の休日（土・日・祝日および12月29日〜翌年1月3日）運賃が、500円に値上げとなった。但し中学生以下は200円、同伴者のいる小学校就学前の子どもは無料である。

#### 三木町コミュニティバス
木田郡三木町からの受託運行
- 町内循環線（北部コース）

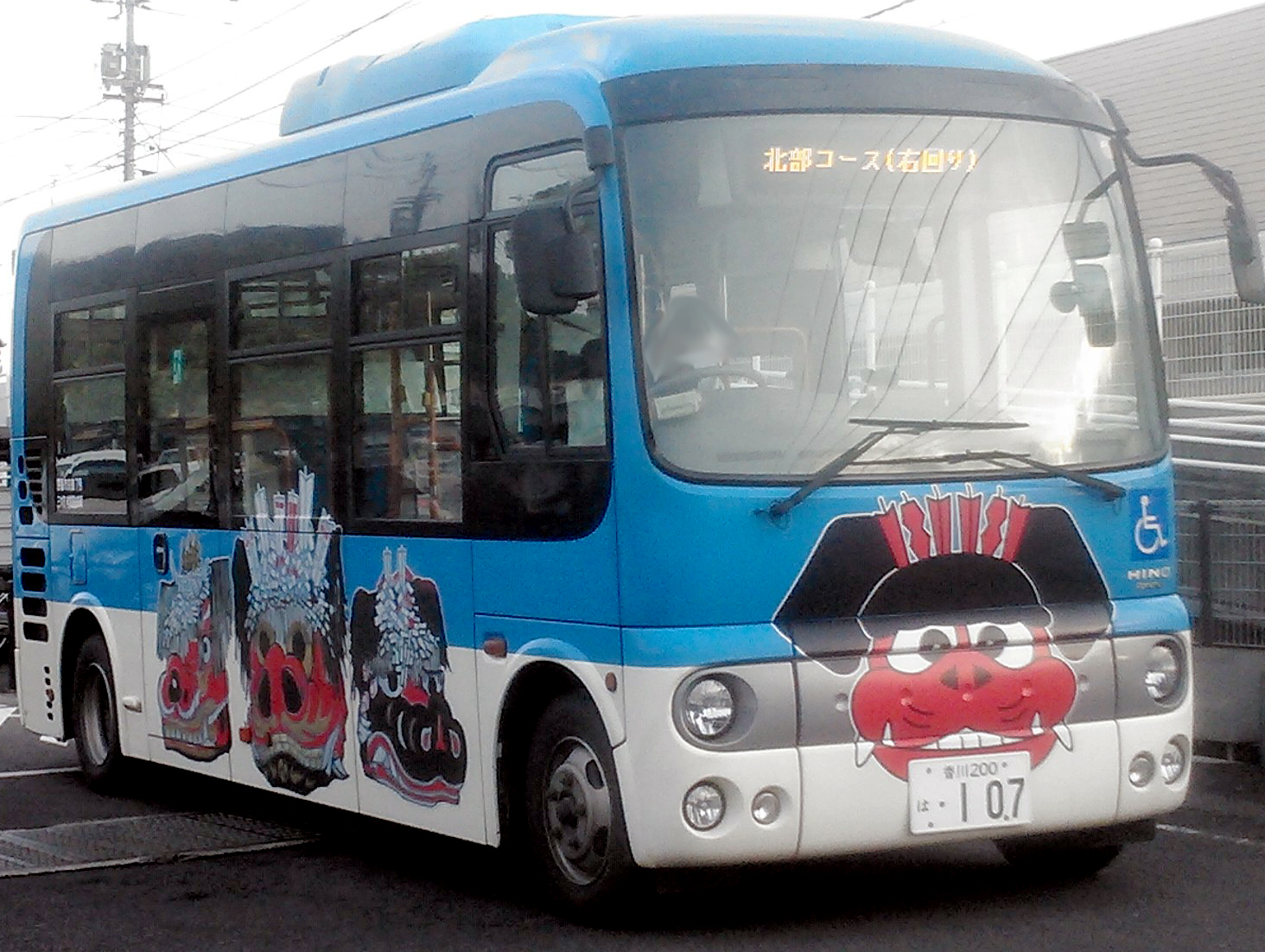
三木町コミュニティバス

  - 学園通り駅 - 三木高前 - 高速獅子の里三木 - 医学部附属病院 - 三木町役場 - 学園通り駅
- 町内循環線（田中コース）
  - 学園通り駅 - 三木町役場 - 農村運動広場 - サンサン館みき - 学園通り駅
- 町内循環線（神山コース）
  - 学園通り駅 - サンサン館みき - 森橋 - 公文明 - 学園通り駅

#### 芸術祭臨時バス
瀬戸内国際芸術祭会期中に臨時に運行
- 第1回（2010年）

会期中の7月19日から10月31日までの運行　※月曜日（月曜日が祝日の場合は翌日の火曜日）運休
直島 宮浦港〜地中美術館〜つつじ荘〜南寺〜宮浦港
大人100円。こども（5歳以上小学生まで）50円。車種は日野・レインボーHRノンステップバス
1日8便運行だったが、8月21日から宮浦港〜地中美術館往復便を5便増便している。
このほか、会期中には豊島でも同社のノンステップバスが無料で運行されていた。
- 第2回（2013年）

夏会期中（7月20日から9月1日）および秋会期中（10月5日から11月4日まで）に運行
運行区間、運賃、バスの車種は2010年と同じ
1日11便運行（うち3便は宮浦港〜地中美術館間の往復便）

### 廃止路線

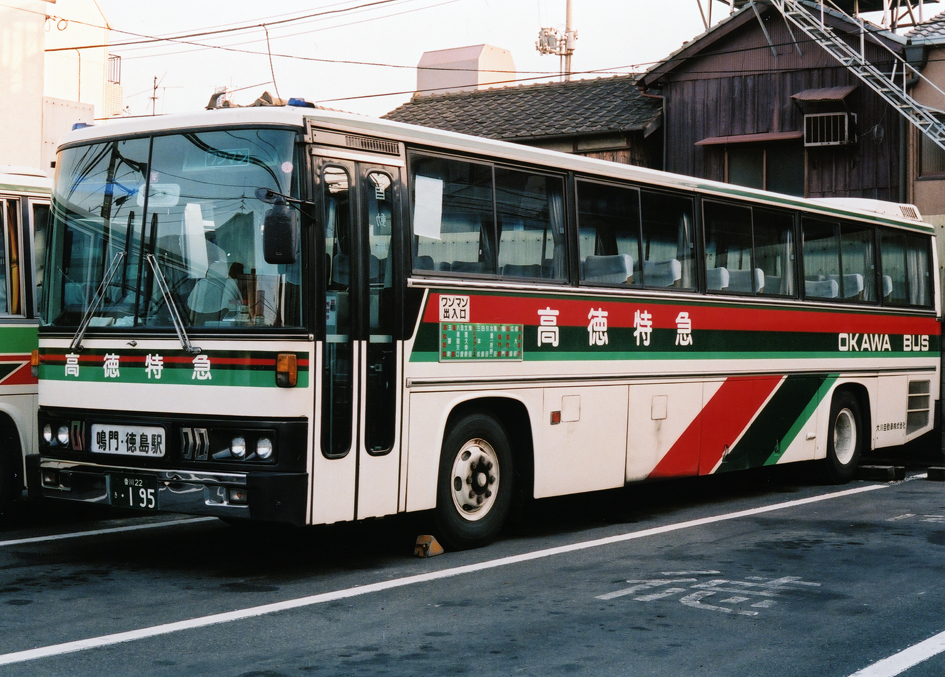
高徳特急バス

- 高松築港 - 志度 - 北灘県境 - 鳴門駅前 - 徳島駅前　高徳特急バス
後身の高徳エクスプレスを参照のこと。

- 高松築港 - 瓦町 - 志度 - 大川オアシス - 引田（津田線）
急行便もあった。のちに志度経由は三本松までになった。その後1986年4月18日までは引田線（高松築港 - 瓦町 - 長尾 - 田面 - 三本松 - 引田間）・津田線（高松築港 - 瓦町 - 志度 - 大川オアシス - 三本松間）・小田線（高松築港－志度－大空口間）は琴電バスとの隔日交代運行になっていたのを、翌4月19日からは引田線は大川自動車の、津田線・小田線は琴電バスの路線を引き継いだコトデンバスのそれぞれ単独運行に変更した。また引田線・津田線の急行便も同日から普通便に変更された。
- 高松築港 - 志度 - 小田 - 大空口（小田線）
1986年4月18日で廃止。翌日からコトデンバスに移管された。
- 長尾 - 東町 - 広瀬橋 - 造田支所 - 造田　（造田線）
利用者減により休止。さぬき市コミュニティバスで復活。
- 長尾 - 旭町 - (長尾役場西 -) 辛立 - 塚原橋 - 来栖 - 山王 - 額峠 - 多和小学校前- (大窪寺 - 多和小学校前 -) 力石 - 中山 - 長谷 - 清水　（長谷線）
さぬき市コミュニティバスに移管の為廃止。括弧内は、利用者を増やすために後から経路を変更した部分。
- 長尾 - 東町 - 広瀬橋 - 長行 - 志度BS - 志度 - 大空口　（志度・小田線）
さぬき市コミュニティバスに移管の為廃止。
- 長尾 - 神前 - 津田 - 猪塚　（津田北山線）
さぬき市コミュニティバスに移管の為廃止。
- 三本松 - とらまる公園 - 大内BS　（大内バスストップ線）
JR三本松駅と高速大内バスストップを結ぶ路線であったが、利用者減により廃止。

## 車両

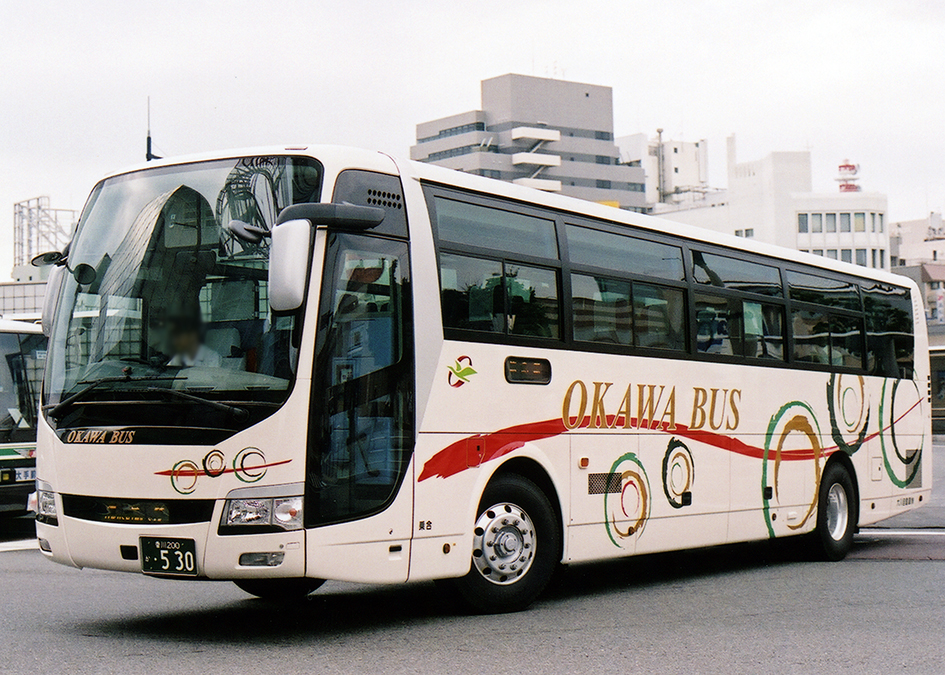
2013年導入の高徳エクスプレス用車両（三菱ふそう・エアロエース ハイウェイライナー）

- 高速車
専用の三菱エアロバス・エアロエースハイデッカー5台（トイレ付）が在籍しており、通常、高松営業所に常置されている。なお、2017年7月31日までは共同運行の徳島バスの車両も、高松営業所に入庫し休憩を取っていた。運行開始当初からの2台[10]と増車した2台は観光車の旧塗装の「OKAWA KANKO」を「高徳エクスプレス」に置き換えた塗装で、2013年以降に導入された車両3台（三菱ふそう・エアロエース ハイウェイライナー）は観光車の現塗装の「OKAWA KANKO」を「OKAWA BUS」に置き換えたものとなっている。
- 路線車
現在は、中型ノンステップバスである日野レインボーHR・レインボーKRのみ。特筆として、大川バスでは前扉開閉時にもブザーが鳴る。引田線は長距離運行となるため、かつては座席数確保の観点からトップドア車を採用していたが、交通バリアフリー法の施行後は中扉付のノンステップバスを採用しており、トップドア車は現在さぬき市コミュニティバスの予備車として２台が残る。
- 観光車
三菱・日野各社のバス（スーパーハイデッカーは三菱のみ）が在籍する。

## 事故
- 1962年（昭和37年）7月6日 - 長尾町前山上中津で定期バスが県道から鴨部川へ転落。長尾中学校校長ほか3人が死亡、28人が重軽傷[11]。

## 関連会社
- 佐藤製材所（グループ統括会社）
- 屋島観光バス
- 四国高速バス
- 琴参バス
- 大川タクシー
- おおかわ交通
- 大川観光 - 2012年3月1日に大川観光旅行社から改称。
- 四国ハイウェイサービス（大川オアシス）
- 屋島自動車学校